# Repaljščica
Repaljščica (znanstveno ime Saxicola rubetra), starinsko rjavi prusnik, je majhen ptič pevec iz družine muharjev, ki gnezdi po vsej Evropi in proti vzhodu do srednje Azije, pozimi pa se odseli v podsaharsko Afriko. Starejši viri jo uvrščajo med drozge namesto med muharje.

## Opis
V dolžino meri med 12 in 14 cm. Je razmeroma čokat ptič s kratkim repom, ki je pri bazi bele barve, sicer pa temen. Po glavi, hrbtu in perutih so repaljščice temno rjave s črnimi lisami, po trebušni strani pa svetlejše. Samci imajo črno-rjavo glavo z vpadljivo belo nadočesno progo in rdečkasto-rjavo obarvanost grla in prsi. Samice in enoletni mladiči imajo svetlejšo obarvanost glave ter nadočesno progo blede barve, torej je vzorec obarvanosti manj kontrasten.
Poje največkrat ponoči; njegov napev je raznolik, v njem se menjajo počasni in hitri ter čisti in bolj raskavi toni, vanj vpleta tudi posnemanje oglašanja drugih ptic.

## Ekologija in razširjenost
Njeno znanstveno ime pomeni »majhen prebivalec skalovja«, kar se nanaša na življenjski prostor te vrste - Saxicola je kombinacija latinskih besed saxum (»skala«) in incola (»bivališče«), beseda rubetra pa je latinski izraz za majhnega ptiča. Najraje se zadržuje v odprti krajini porasli z redkim grmičevjem in skalnato podlago, kakršni so na primer neredno obdelovani kraški travniki. V svojem okolju potrebuje vsaj nekaj dvignjenih mest (grmi, količki za ograjo ipd.), od koder opreza za hrano in se oglaša. Gnezdo splete v nizkem gostem rastju. Prehranjuje se pretežno z žuželkami, v manjši meri pa tudi z drugimi majhnimi nevretenčarji, kot so pajki, polži in razni črvi.
Območje razširjenosti repaljšice je veliko, gnezdi vse od Irske in severnega dela Portugalske na zahodu do porečja Oba pri Novosibirsku na vzhodu. Na gnezdišča se prične vračati konec aprila in se prične seliti proti jugu med sredo avgusta ter sredo septembra. Prezimuje v podsaharski Afriki po vsej širini celine in južno do Zambije. Občasno se priklatijo posamezni osebki v gnezditveni sezoni vse do Islandije, med prezimovanjem pa južno do severnega dela Južne Afrike.
Zaradi velikega območja razširjenosti, repaljščica velja za "najmanj ogroženo vrsto" (International Union for Conservation of Nature), so pa lokalne populacije ponekod v Evropi že močno zmanjšane zaradi intenzifikacije kmetijstva, zato je prepoznana kot ogrožena v nekaterih državah (Nemčija, Združeno kraljestvo). Tudi v Sloveniji je široko razširjena, predvsem je pogosta na vlažnih ali poplavnih kraških travnikih.